# Чкаловский автобусный завод

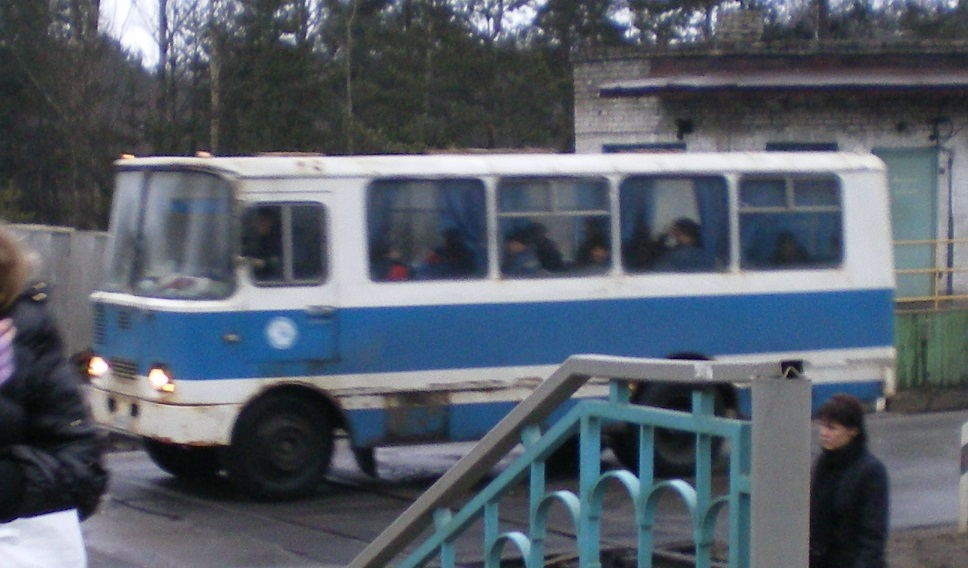
Автобус «Родник-3230» в Кузьмолове

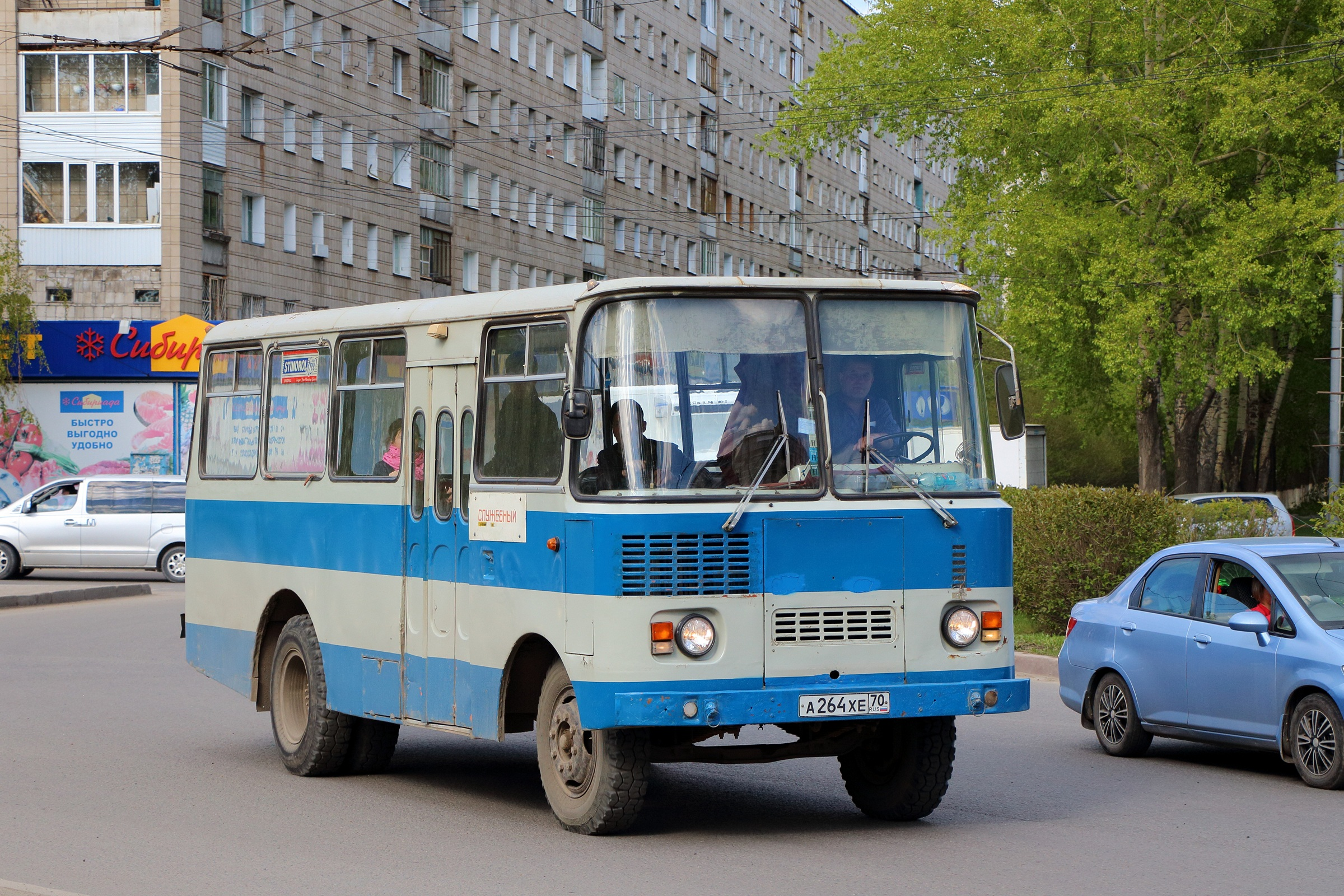
Автобус «Таджикистан-3205» в Томске

«Чка́ловский авто́бусный заво́д» (ЧАЗ) — предприятие по производству автобусов малого класса вместимости марки «Таджикистан» в Бустоне, Таджикистан.

## История
В закрытом городе Чкаловск («Ленинабад-30») в Таджикской ССР с 1953 года действовал авторемонтный завод для нужд Министерства Среднего Машиностроения СССР, занимавшегося атомной энергетикой, в том числе первой в стране разработкой месторождения урановых руд на «Комбинате № 6» в Ленинабадской области Таджикистана.
В 1960 году на предприятии было организовано собственное производство автобусов и оно стало автобусным заводом. Надежные и неприхотливые автобусы, выпускаемые заводом, работали как вахтовые и на других предприятиях Минсредмаша, в том числе в закрытом городе «Красноярск-26», ныне Железногорск, и на предприятиях других отраслей. Кроме автобусов, на заводе с 1961 года также выпускались прицепы и полуприцепы, а также цистерны на них и кузова фургонов.
Автобусы ЧАЗ имели и имеют вагонную компоновку. Для них использовались шасси завода ГАЗ. Первая модель завода «Таджикистан-1» с деревянным каркасом была создана на шасси ГАЗ-51 и базе автобуса малосерийного Каунасского автобусного завода KAG и выпускалась, претерпев ряд модификаций, до 1976 года.
С 1970 года одновременно стал выпускаться разработанный на заводе цельнометаллический автобус «Таджикистан-2» на шасси ГАЗ-53А.
В конце 1970-х годов небольшими партиями были выпущены оставшиеся экспериментальными автобусы «Таджикистан-3» и «Таджикистан-4» на шасси ЗИЛ-130.
За ними последовала новая модель «Таджикистан-5» с новым кузовом на шасси ЗИЛ-130. В автобусе установлено 25 мест для сидения, общее количество мест — 42. После модернизаций выпускался под индексами Таджикистан-3205 и ЧАЗ-3223.
На рубеже 1980-х и 1990-х гг. на заводе планировался выпуск разработанных львовским ВКЭИ автобусостроения автобусов малого класса Таджикистан-4209 на шасси ЗИЛ-4333 и автобусов среднего класса Таджикистан-42091 на шасси ЗИЛ-4331 (в Чкаловске начали постройку одного автобуса мод. 42091, но его так и не собрали) . Освоить производство до распада СССР не удалось.
После распада СССР на заводе было создано совместное предприятие «Худжанд-ЗИЛ», которое продолжило в небольших количествах выпуск незначительно модернизированных автобусов под названием ЧАЗ-3223, в том числе заказных партий грузопассажирских, повышенной комфортности, бронированных, рефрижераторных, ритуальных и других модификаций. В 1995 году производство этих автобусов (несколько изменённых и получивших название Родник-3230) было также организовано в России, в городе Родники (Ивановская область). Кроме того, в 1993 году также на шасси ЗИЛ была выпущена партия автобусов ЧАЗ-3220. Производство планировалось начать до 1995, ЗИЛ должен был поставлять шасси, но проект в итоге был заморожен.